# Будинок на тисячу поверхів
«Будинок на тисячу поверхів» (чеськ. Dům o tisíci patrech) — фантастичний роман-антиутопія чеського письменника Яна Вайсса. Твір є алегорією на капіталізм. Вперше виданий 1929 року празьким видавництвом "Мелантрих".  

## Сюжет
Роман розповідає про пригоди Петра Брока, приватного детектива, якого наймає об'єднаний уряд світу та відправляє на острів Гордині, де побудований Муллер-дім — цитадель-хмарочос, що налічує тисячу поверхів. Будинок являє собою окрему державу, де поселилась левова частка світового населення. Керує цією державою таємничий і загадковий Огісфер Муллер. Найголовніше завдання, поставлене перед Броком — розшукати та врятувати принцесу Тамару, яку разом з іншими молодими та красивими жінками викрав зловісний диктатор, а також, якщо доведеться, вбити Муллера. Перешкоджають детективу цілі кодла запеклих головорізів, вбивць та отруйників. Однак, Петро Брок має перед ними явну перевагу: він невидимий для оточуючих. Паралельно розвивається сюжет пролетарської революції, проти якої поплічники Муллера намагаються застосувати найнезвичайніші засоби, у тому числі й газ СВО, що протягом кількох годин спричиняє цілковите старіння. Але Петро Брок використовує цей газ проти самих найманців Муллера і виконує поставлені перед ним завдання, проте, на перший погляд, ціною власного життя. В останньому розділі роману стає зрозуміло, що всі описані події — не більше, ніж гарячковий сон тифозного військовополоненого часів Першої світової війни.

## Персонажі
- Петро Брок — головний персонаж роману, приватний детектив, що вміє бути невидимим. З'являється в Муллер-домі, щоб розшукати та врятувати принцесу Тамару, яку викрав Огісфер Муллер. Поступово, його починають приймати за нового бога. Єдиний, хто може зупинити Мюллера.
- Огісфер Муллер — необмежений правитель Муллер-дому, що живе на верхньому, тисячному поверсі. Дуже жорстокий  тиран-домовласник, який безжально пригнічує мешканців, які  вважають його за бога. Саме він стоїть за викраденням принцеси Тамари.
- Принцеса Тамара — принцеса, яка була примусово захоплена Муллером до Муллер-дому. Намагається звідти втекти. У результаті врятована Петром Броком.

## Капіталізм
У творі простежується різка критика капіталізму. В будинку на тисячу поверхів процвітає суспільство, де сюрреалістичний капіталізм переходить всі межі здорового глузду: нам зображується гра в рулетку, де гравці роблять ставки на цілі континенти та країни, лотереї, які пропонують міжзоряні подорожі для своїх переможців, які в кінцевому результаті стають керованими «морськими свинками» тощо.

## Стиль
Роман рясніє експериментальними стилями та техніками. Лінійна оповідь інколи містить зовсім несумісні елементи — для опису місць та подій використовуються уривки з книг, енциклопедичних статей та радіопередач. Аби підкреслити характерну особливість цього декадентського світу також пускаються в діло химерні реклами, політичні слогани та абсурдні управлінські документи.

## Переклади
В СРСР роман видавався щонайменше тричі: 1966 року видавництвом «Світ» (рос. Мир), 1986 року видавництвом «Веселка» (рос. «Радуга») та 1988 року видавництвом «Правда». Українською мовою не перекладався. 2014 року світ побачила англійська версія твору — The House of a Thousand Floors.
- Перелік видань:
- Il palazzo a mille piani, překlad: Chiara Baratella, Treviso : Santi Quaranta, 2005, ISBN 88-86496-67-2
- Das Haus mit den tausend Stockwerken, překlad: Günter Müller, Frankurt am Main : Suhrkamp, 1989, c1977, ISBN 3-518-38144-X
- Дом в тысячу этажей, перев.: П. Антонов, Москва : Мир, 1966.
- Ezeremeletes ház, 1. vyd. Bratislava: Slov. vydav. krásnej lit., 1962. 221, [2] s.
- Casa cu o mie de etaje, Cluj-Napoca: Dacia, 1976. 223 s.
- La maison aux mille étages, Jan Weiss.RENCONTRE (1970)